# Олейнюк Клим Карпович
Олейнюк Клим Карпович (нар. 25 листопада 1916, Лисиче — пом. 27 березня 1944, Вознесенськ) — радянський військовий, Герой Радянського Союзу, кулеметник 60-го гвардійського стрілецького полку, 20-ї гвардійської стрілецької дивізії 37-ї армії, гвардії молодший сержант. Одружений. Дружина Мірошник Єфросія Йосипівна.

## Життєпис
Народився 25 листопада 1916 року у селі Лисиче, Острозького повіту, Волинської губернії в сім'ї селянина. Українець. Закінчив 4 класи Лисиченської початкової школи.
У 1930  році багатодітна сім'я Олейнюків була розкуркулена та насильно вислана у Красноярський край. Пізніше переїхавши у Красноярськ одружився. Працював столяром у міському управлінні водопровідно-каналізаційного господарства, в 1939 році після закінчення курсів став водієм на цьому ж підприємстві.
У 1941 році Клим Карпович Олейнюк був мобілізований до лав Радянської Армії. Служив в Тюмені в військовій частині, яка займалася підготовкою поповнення для фронтів, закінчив курси кулеметників. В липні 1943 року потрапив на фронт.
В березні 1944 року після взяття Вознесенська, дивізії було наказано у взаємодії з іншими з'єднаннями переслідувати ворога, не даючи йому закріпитися на лінії річки Південний Буг. В ніч з 25 на 26 березня невеликий штурмовий загін у складі якого був Клим Карпович форсував річку. Вибивши противника з окопів, загін, просунувшись на кілька сотень метрів, відвоював невеликий клаптик землі. Ворог підтягши свіжі сили, робив не одну спробу скинути десантників з кручі. Один за одним гинули бійці. Двічі поранений у ході бою Олейнюк не припиняв вести вогонь, один продовжував утримувати плацдарм на західному березі Буга. Допомога прийшла та розширила плацдарм тільки під вечір 27 березня.
| …В цьому бою він показав зразок мужності та стійкості в відбитті контратак супротивника, перебуваючи під безперервним кулеметно-мінометним обстрілом, непохитно втримував плацдарм на правому березі річки Південний Буг до моменту форсування основних сил полку…[2] |
| …під час контратаки противника вів бій до останнього патрона і краплі крові, виявив взірець мужності і стійкості. Відбиваючи атаки ворога, він не відступив ані на крок і загинув смертю хоробрих…[2] |
Указом Президії Верховної Ради СРСР від 13 вересня 1944 року гвардії молодшому сержантові Олейнюку Климу Карповичу посмертно присвоєно звання Героя Радянського Союзу. Нагороджений орденом Леніна. Загинув від осколків снаряду який розірвався поруч з кулеметником.
Був похований в братській могилі в районі села Натягайлівка (нині — є складовою міста Вознесенська Миколаївської області, Україна).
У 1969 році прах всіх загиблих воїнів був перезахоронений в братській могилі в місті Вознесенськ Миколаївської області в парку імені 1 Травня.

## Нагороди
Клим Карпович був нагороджений:
- медаллю «Золота Зірка»;
- орденом Леніна;

## Пам'ять
- Лисиче. Одна з вулиць названа іменем Героя Радянського Союзу Клима Карповича Олейнюка.

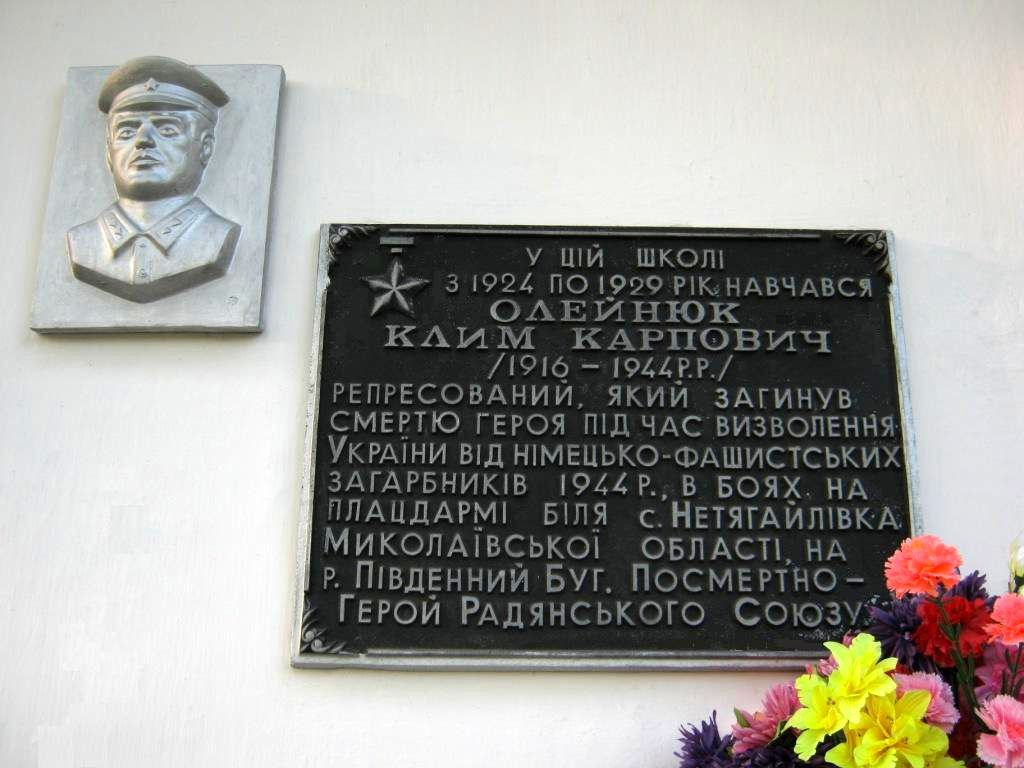
Меморіальна дошка на фасаді школи в с. Лисиче

- Меморіальна дошка і барельєф Герою Радянського Союзу Климу Карповичу Олейнюку на фасаді школи в с. Лисиче, скульптор уродженка села Лисиче Світлана Мефодіївна Лелях.